# Copa Libertadores de Futebol de Areia de 2023
A Copa Libertadores de Futebol de Areia de 2023 é a sexta edição do torneio sul-americano de clubes de futebol de areia. A disputa acontece no Estadio Mundialista Los Pynandi em Luque, Paraguai, entre 3 e 10 de dezembro. A competição conta com doze equipes: dez representantes nacionais dos países afiliados à CONMEBOL, um representante do país-sede e o último atual campeão da competição, o Presidente Hayes.
No Brasil, terá transmissão pelos canais fechados BandSports e Sportv 2. Também terá transmissão no Youtube pelo canal oficial da Conmebol Libertadores e pelo Canal GOAT.

## Equipes classificadas
| País                                        | Equipe           | Classificação                                                                  |
| ------------------------------------------- | ---------------- | ------------------------------------------------------------------------------ |
| Argentina · (1 vaga)                        | Acassuso         | Campeão do Torneio Apertura da Primeira Divisão Argentina de Beach Soccer 2023 |
| Bolívia · (1 vaga)                          | Hamacas FC       | Campeão do Torneio Nacional de Futebol de Praia 2023                           |
| Brasil · (1 vaga)                           | Sampaio Corrêa   | Campeão do Circuito‎ Brasil‎ de‎ Beach‎ Soccer de 2023                             |
| Colômbia · (1 vaga)                         | Antioquia        | Campeão do Torneio Nacional de Futebol de Praia FCF 2023                       |
| Chile · (1 vaga)                            | Camba Pizzero    | Campeão da Copa Collahuasi C20+ 2023                                           |
| Equador · (1 vaga)                          | Victoria Andrés  | Campeão do Campeonato Nacional de Futebol de Praia de 2023                     |
| Paraguai (1 vaga + 1 local + atual campeão) | Presidente Hayes | Campeão da Copa Libertadores 2022                                              |
| Paraguai (1 vaga + 1 local + atual campeão) | Libertad         | Campeão da Superliga APF Beach Soccer 2023                                     |
| Paraguai (1 vaga + 1 local + atual campeão) | San Antonio      | Vice-campeão da Superliga APF Beach Soccer 2023                                |
| Peru · (1 vaga)                             | Unión Lurín      | Campeão da Primeira Divisão de Beach Soccer 2023                               |
| Uruguai · (1 vaga)                          | Sportivo Cerrito | Campeão do Campeonato Uruguaio de Beach Soccer 2023                            |
| Venezuela · (1 vaga)                        | Guaicamacuto     | Campeão da Liga FUTVE Playa 2023                                               |

Fonte: conmeboltv.

## Sede
O Estádio Mundialista Los Pynandi, também conhecido como Arena Pynandi, é um cenário para esportes de praia localizado no Parque Olímpico Paraguaio da cidade de Luque, na Grande Assunção, no Paraguai. Foi construído com o objetivo de sediar a décima edição da Copa do Mundo FIFA de Futebol de Areia de 2019. Possui uma superfície de 5.000 m².
| Estádio Mundialista "Los Pynandi" |
| Capacidade: 3 150                 |
|                                   |

## Árbitros
Esta é a lista de árbitros designados para atuar na Copa Libertadores de Futebol de Areia de 2023:
| Árbitros |
| --- |
| ARG Mariano Romo ARG Carlos Gabriel Maidana BOL Jaimito Suarez BOL José Luis Mendoza BRA Lucas Estevão BRA Luciano Andrade COL Jorge Ivan Gómez COL Ferley Fuentes CHL Cristian Galaz CHL Ricardo Zuñiga |

| Árbitros | Árbitros |
| --- | -------- |
| ECU Jean Villamar ECU Brandon Amay PAR Gustavo Dominguez PAR Silvio Coronel PER Alex Valdiviezo PER Micke Palomino URY Christian Altez URY Aecio Fernandez VEN Luis Coy VEN Gerand Rivas |          |

## Fórmula de disputa
A fase de grupos será disputada pelos doze clubes classificados distribuídos em 3 grupos de 4 equipes cada que jogam entre si em turno único dentro de cada grupo. Vitória no tempo regular vale 03 (três) pontos, vitória na prorrogação vale 02 (dois) pontos, enquanto vitória na disputa por pênaltis vale 01 (um) ponto. 
Os times que ocuparem as duas primeiras posições em cada grupo, mais os dois melhores terceiros colocados, se classificarão para as quartas de final, levando em conta os três grupos (1A, 1B, 1C, 2A, 2B, 2C) e as melhores equipes terceiras colocadas).
Os vencedores disputam a Semifinal e posteriormente disputam a grande Final.

### Critério de desempate
1. Confronto direto
  1. Maior número de pontos obtidos nas partidas entre as equipes em questão
  2. Maior saldo de gols obtido nas partidas entre as equipes em questão
  3. Maior número de gols pró (marcados) obtidos nas partidas entre as equipes em questão
2. Maior saldo de gols
3. Maior número de gols pró (marcados)
4. Menor número de cartões vermelhos
5. Menor número de cartões amarelos
6. Sorteio

## Primeira fase
O sorteio da Fase de Grupos ocorreu no dia 17 de novembro de 2023 na sede da Conmebol em Luque, Paraguai.
- Todos os horários correspondem ao horário de Brasília, UTC-3.

### Grupo A
| Time             | P | J | V | V+ | VP | D | GP | GC | SG  |
| ---------------- | - | - | - | -- | -- | - | -- | -- | --- |
| Unión Lurín      | 6 | 3 | 1 | 1  | 1  | 0 | 14 | 8  | 6   |
| Presidente Hayes | 6 | 3 | 2 | 0  | 0  | 1 | 12 | 9  | 3   |
| Guaicamacuto     | 3 | 3 | 1 | 0  | 0  | 2 | 11 | 8  | 3   |
| Hamacas FC       | 0 | 3 | 0 | 0  | 0  | 3 | 4  | 16 | -12 |

| 3 de dezembro | Presidente Hayes | 5 – 1     | Hamacas FC | Estadio Mundialista Los Pynandi, Luque |
| 19:00         | Medina · Fedor   | Relatório | Filipov    | Árbitro: Jorge Ivan Gómez              |

| 3 de dezembro | Guaicamacuto              | 3 – 3 (pro) | Unión Lurín       | Estadio Mundialista Los Pynandi, Luque |
| 20:45         | Miguel · Araujo · Alisson | Relatório   | Velezmoro · Vidal | Árbitro: Carlos Gabriel Maidana        |

|                                                    |       | Penalidades                                          |  |
| Alisson Araujo Betancourt Narea Ramos Rivero Rivas | 4 – 5 | Velezmoro Marques Sialer Jiménez Vidal Vargas Torres |  |

| 4 de dezembro | Unión Lurín                                   | 5 – 3 (pro) | Presidente Hayes           | Estadio Mundialista Los Pynandi, Luque |
| 19:00         | Velezmoro · Sialer · Vidal · Alarcón · Torres | Relatório   | Fedor · Voloshin · Kotenev | Árbitro: Luciano Andrade               |

| 4 de dezembro | Guaicamacuto             | 5 – 1     | Hamacas FC | Estadio Mundialista Los Pynandi, Luque |
| 20:45         | Araujo · Narea · Alisson | Relatório | Aguilar    | Árbitro: Lucas Estevão                 |

| 5 de dezembro | Presidente Hayes         | 4 – 3     | Guaicamacuto              | Estadio Mundialista Los Pynandi, Luque |
| 19:00         | Almeida · Fedor · Medina | Reletório | Santiso · Narea · Alisson | Árbitro: Christian Altez               |

| 5 de dezembro | Hamacas FC | 2 – 6     | Unión Lurín                          | Estadio Mundialista Los Pynandi, Luque |
| 20:45         | Castro     | Relatório | Jiménez · Vargas · Velezmoro · Manco | Árbitro: Mariano Romo                  |

### Grupo B
| Time            | P | J | V | V+ | VP | D | GP | GC | SG  |
| --------------- | - | - | - | -- | -- | - | -- | -- | --- |
| Libertad        | 6 | 3 | 2 | 0  | 0  | 1 | 25 | 12 | 13  |
| Antioquia       | 6 | 3 | 2 | 0  | 0  | 1 | 9  | 5  | 4   |
| Camba Pizzero   | 6 | 3 | 2 | 0  | 0  | 1 | 25 | 20 | 5   |
| Victoria Andrés | 0 | 3 | 0 | 0  | 0  | 3 | 9  | 31 | -22 |

| 3 de dezembro | Camba Pizzero                                | 5 – 3     | Antioquia             | Estadio Mundialista Los Pynandi, Luque |
| 15:30         | Gustavo Benítez · San Martín · Yáñez · Tobar | Relatório | Ossa · Ardil · Acosta | Árbitro: Luis Coy                      |

| 3 de dezembro | Libertad                                                         | 14 – 3    | Victoria Andrés  | Estadio Mundialista Los Pynandi, Luque |
| 17:15         | Benítez · Carballo · Catarino · Ovelar · Barreto · Braz · Soares | Relatório | Morales · Tarira | Árbitro: Lucas Estevão                 |

| 4 de dezembro | Camba Pizzero                                                                        | 13 – 6    | Victoria Andrés | Estadio Mundialista Los Pynandi, Luque |
| 15:30         | Tobar · Peso · Gustavo Benítez · Jhovanny Benítez · Gutiérrez · Yáñez · Durán · Arce | Relatório | Lara · Morales  | Árbitro: Mariano Romo                  |

| 4 de dezembro | Antioquia     | 2 – 0     | Libertad | Estadio Mundialista Los Pynandi, Luque |
| 17:15         | Ossa · Donado | Relatório |          | Árbitro: Aecio Fernandez               |

| 5 de dezembro | Victoria Andrés | 0 – 4     | Antioquia                     | Estadio Mundialista Los Pynandi, Luque |
| 15:30         |                 | Relatório | Ossa · Donado · Henao · Ardil | Árbitro: Carlos Gabriel Maidana        |

| 5 de dezembro | Libertad                                                           | 11 – 7    | Camba Pizzero                            | Estadio Mundialista Los Pynandi, Luque |
| 17:15         | Mounoud · Martínez · Soares · Medina · Benítez · Cantero · Barrios | Relatório | Tobar · Arce · Jhovanny Benítez · Quinta | Árbitro: Lucas Estevão                 |

### Grupo C
| Time             | P | J | V | V+ | VP | D | GP | GC | SG |
| ---------------- | - | - | - | -- | -- | - | -- | -- | -- |
| Sampaio Corrêa   | 9 | 3 | 3 | 0  | 0  | 0 | 18 | 8  | 10 |
| San Antonio      | 6 | 3 | 2 | 0  | 0  | 1 | 13 | 15 | -2 |
| Acassuso         | 2 | 3 | 0 | 1  | 0  | 2 | 11 | 12 | -1 |
| Sportivo Cerrito | 0 | 3 | 0 | 0  | 0  | 3 | 9  | 16 | -7 |

| 3 de dezembro | Acassuso                     | 3 – 2 (pro) | Sportivo Cerrito | Estadio Mundialista Los Pynandi, Luque |
| 12:00         | Benaducci · Mariano · Medero | Relatório   | Ortiz · Cedrés   | Árbitro: Micke Palomino                |

| 3 de dezembro | Sampaio Corrêa                           | 6 – 2     | San Antonio   | Estadio Mundialista Los Pynandi, Luque |
| 13:45         | Filipe · Zé Lucas · Edson Hulk · Sikinha | Relatório | Ojeda · López | Árbitro: Alex Valdiviezo               |

| 4 de dezembro | Sportivo Cerrito | 2 – 7     | Sampaio Corrêa                                                             | Estadio Mundialista Los Pynandi, Luque |
| 12:00         | Abad · Maverino  | Relatório | Netinho · Datinha · Edson Hulk · Edinho · Zé Lucas · João Marcos · Sikinha | Árbitro: Jorge Ivan Gómez              |

| 4 de dezembro | Acassuso                 | 4 – 5     | San Antonio             | Estadio Mundialista Los Pynandi, Luque |
| 13:45         | Bordón · Rivera · Madero | Relatório | López · Cáceres · Morán | Árbitro: Jaimito Suarez                |

| 5 de dezembro | Sampaio Corrêa                | 5 – 4     | Acassuso                           | Estadio Mundialista Los Pynandi, Luque |
| 12:00         | Edson Hulk · Willian · Filipe | Relatório | Medero · Benaducci · Rutterschmidt | Árbitro: Micke Palomino                |

| 5 de dezembro | San Antonio                               | 6 – 5     | Sportivo Cerrito                 | Estadio Mundialista Los Pynandi, Luque |
| 13:45         | Jara · Ojeda · Cáceres · Guerrero · López | Relatório | Cazet · Abad · Ortiz · Iturriaga | Árbitro: Alex Valdiviezo               |

### Classificação dos terceiros colocados
| Time          | P | J | V | V+ | VP | D | GP | GC | SG |
| ------------- | - | - | - | -- | -- | - | -- | -- | -- |
| Camba Pizzero | 6 | 3 | 2 | 0  | 0  | 1 | 25 | 20 | 5  |
| Guaicamacuto  | 3 | 3 | 1 | 0  | 0  | 2 | 11 | 8  | 3  |
| Acassuso      | 2 | 3 | 0 | 1  | 0  | 2 | 11 | 12 | -1 |

## Fase final

### Disputa do décimo primeiro lugar
| 8 de dezembro | Hamacas FC        | 3 – 2     | Victoria Andrés     | Estadio Mundialista Los Pynandi, Luque |
| 15:30         | Portales · Zapata | Relatório | Balladares · Tarira | Árbitro: Cristian Galaz                |

### Disputa do nono lugar
| 8 de dezembro | Acassuso                  | 2 – 4     | Sportivo Cerrito          | Estadio Mundialista Los Pynandi, Luque |
| 17:15         | Suárez (g.c.) · Benaducci | Relatório | Suárez · Ortiz · Maverino | Árbitro: Silvio Coronel                |

### Chaveamento geral
|  | Decisão do 5º Lugar    | Decisão do 5º Lugar    | Decisão do 5º Lugar    |  |    | Torneio de consolação | Torneio de consolação | Torneio de consolação |  |    | Quartas de finais | Quartas de finais | Quartas de finais |    |          | Semifinais       | Semifinais | Semifinais |    |                        | Final                  | Final                  | Final |
|  |                        |                        |                        |  |    |                       |                       |                       |  |    |                   |                   |                   |    |          |                  |            |            |    |                        |                        |                        |       |
|  |                        |                        |                        |  |    |                       |                       |                       |  |    | 1A                | Unión Lurín       | 5                 |    |          |                  |            |            |    |                        |                        |                        |       |
|  |                        |                        |                        |  |    |                       |                       |                       |  |    | 2T                | Guaicamacuto      | 3                 |    |          |                  |            |            |    |                        |                        |                        |       |
|  |                        |                        |                        |  |    | 2T                    | Guaicamacuto          | 2                     |  |    |                   |                   |                   |    | 1A       | Unión Lurín      | 1          |            |    |                        |                        |                        |       |
|  |                        |                        |                        |  |    | 2B                    | Antioquia             | 4                     |  |    |                   |                   |                   |    | 2C       | San Antonio      | 3          |            |    |                        |                        |                        |       |
|  |                        |                        |                        |  |    |                       |                       |                       |  | 2B | Antioquia         | 4                 |                   |    |          |                  |            |            |    |                        |                        |                        |       |
|  |                        |                        |                        |  |    |                       |                       |                       |  |    | 2C                | San Antonio       | 6                 |    |          |                  |            |            |    |                        |                        |                        |       |
|  | 2B                     | Antioquia              | 5                      |  |    |                       |                       |                       |  |    |                   |                   |                   |    |          |                  |            |            |    | 2C                     | San Antonio            | 3                      |       |
|  | 1C                     | Sampaio Corrêa         | 4                      |  |    |                       |                       |                       |  |    |                   |                   |                   |    |          |                  |            |            | 2A | Presidente Hayes       | 1                      |                        |       |
|  |                        |                        |                        |  |    |                       |                       |                       |  |    | 1B                | Libertad (pro)    | 5                 |    |          |                  |            |            |    |                        |                        |                        |       |
|  |                        |                        |                        |  |    |                       |                       |                       |  |    | 1T                | Camba Pizzero     | 4                 |    |          |                  |            |            |    |                        |                        |                        |       |
|  |                        |                        |                        |  | 1T | Camba Pizzero         | 1                     |                       |  |    |                   |                   |                   | 1B | Libertad | 3                |            |            |    |                        |                        |                        |       |
|  | Decisão do 7º colocado | Decisão do 7º colocado | Decisão do 7º colocado |  |    | 1C                    | Sampaio Corrêa        | 4                     |  |    |                   |                   |                   |    | 2A       | Presidente Hayes | 5          |            |    | Decisão do 3º colocado | Decisão do 3º colocado | Decisão do 3º colocado |       |
|  | 2T                     | Guaicamacuto (pen)     | 3 (4)                  |  |    |                       |                       |                       |  |    | 1C                | Sampaio Corrêa    | 5                 |    |          |                  |            |            |    | 1A                     | Unión Lurín            | 5                      |       |
|  | 1T                     | Camba Pizzero          | 3 (3)                  |  |    |                       |                       |                       |  |    | 2A                | Presidente Hayes  | 7                 |    |          |                  |            |            |    |                        | 1B                     | Libertad               | 8     |

### Quartas de final
| 7 de dezembro | Unión Lurín                    | 5 – 3     | Guaicamacuto        | Estadio Mundialista Los Pynandi, Luque |
| 15:30         | Velezmoro · Conceição · Torres | Relatório | Betancourt · Araujo | Árbitro: Gustavo Dominguez             |

| 7 de dezembro | Libertad                             | 5 – 4 (pro) | Camba Pizzero  | Estadio Mundialista Los Pynandi, Luque |
| 17:15         | Catarino · Soares · Benítez · Medina | Relatório   | Quinta · Yáñez | Árbitro: Christian Altez               |

| 7 de dezembro | Sampaio Corrêa                       | 5 – 7     | Presidente Hayes                                            | Estadio Mundialista Los Pynandi, Luque |
| 19:00         | Datinha · Gerlan · Netinho · Sikinha | Relatório | Kosharnyi · Cáceres · Ponzetti · Kotenev · Medina · Remizov | Árbitro: Mariano Romo                  |

| 7 de dezembro | Antioquia             | 4 – 6     | San Antonio                                | Estadio Mundialista Los Pynandi, Luque |
| 20:45         | Acosta · López · Ossa | Relatório | Cáceres · Gómez · Rodas · Morán · Luraschi | Árbitro: Micke Palomino                |

### Torneio de consolação
| 8 de dezembro | Guaicamacuto      | 2 – 4     | Antioquia                | Estadio Mundialista Los Pynandi, Luque |
| 19:00         | Santiso · Alisson | Relatório | Ardil · Acosta · Galindo | Árbitro: Brandon Amay                  |

| 8 de dezembro | Camba Pizzero | 1 – 4     | Sampaio Corrêa       | Estadio Mundialista Los Pynandi, Luque |
| 20:45         | Tobar         | Relatório | Edson Hulk · Sikinha | Árbitro: Gustavo Dominguez             |

### Disputa do sétimo lugar
| 9 de dezembro | Guaicamacuto                 | 3 – 3 (pro) | Camba Pizzero  | Estadio Mundialista Los Pynandi, Luque |
| 17:15         | Alisson · Betancourt · Ramos | Relatório   | Tobar · Quinta | Árbitro: Jaimito Suarez                |

|                                           |       | Penalidades                              |  |
| Garcia Betancourt Narea Castellanos Ramos | 4 – 3 | Durán Arce Quinta Jhovanny Benítez Tobar |  |

### Disputa do quinto lugar
| 9 de dezembro | Antioquia                      | 5 – 4     | Sampaio Corrêa                 | Estadio Mundialista Los Pynandi, Luque |
| 15:30         | Ossa · Ardil · Donato · Acosta | Relatório | Sikinha · Edson Hulk · Datinha | Árbitro: Alex Valdiviezo               |

### Semifinais
| 9 de dezembro | Unión Lurín | 1 – 3     | San Antonio     | Estadio Mundialista Los Pynandi, Luque |
| 19:00         | Velezmoro   | Relatório | Cáceres · Gómez | Árbitro: Mariano Romo                  |

| 9 de dezembro | Libertad                   | 3 – 5     | Presidente Hayes                           | Estadio Mundialista Los Pynandi, Luque |
| 20:45         | Carballo · Braz · Catarino | Relatório | Fedor · Kotenev · Medina · Martínez (g.c.) | Árbitro: Aecio Fernandez               |

### Disputa do terceiro lugar
| 10 de dezembro | Unión Lurín                                       | 5 – 8 | Libertad                                                  | Estadio Mundialista Los Pynandi, Luque |
| 17:00          | Sialler · Manco · Alarcón · Velezmoro · Conceição |       | Barrios · Soares · Catarino · Carballo · Medina · Benítez | Árbitro: Lucas Estevão                 |

### Final
| 10 de dezembro | San Antonio     | 3 – 1 | Presidente Hayes | Estadio Mundialista Los Pynandi, Luque |
| 19:00          | Rodas · Cáceres |       | Ponzetti         | Árbitro: Carlos Gabriel Maidana        |

## Premiação
| Copa Libertadores de Futebol de Areia de 2023 |
| Paraguai                                      |
| --------------------------------------------- |
| San Antonio Campeão (1.º título)              |

## Estatísticas

### Artilharia
| Gols | Jogador    | Equipe           |
| ---- | ---------- | ---------------- |
| 10   | Edson Hulk | Sampaio Corrêa   |
| 10   | Velezmoro  | Unión Lurín      |
| 9    | Tobar      | Camba Pizzero    |
| 8    | Fedor      | Presidente Hayes |
| 7    | Benítez    | Libertad         |
| 6    | Alisson    | Guaicamacuto     |
| 6    | Cáceres    | San Antonio      |
| 6    | Carballo   | Libertad         |
| 6    | Catarino   | Libertad         |
| 6    | Soares     | Libertad         |
| 6    | Ossa       | Antioquia        |
| 6    | Quinta     | Camba Pizzero    |
| 6    | Sikinha    | Sampaio Corrêa   |

### Hat-tricks
| Jogador    | Clube          | Adversário      | Placar | Data          |
| ---------- | -------------- | --------------- | ------ | ------------- |
| Benítez    | Libertad       | Victoria Andrés | 14 – 3 | 3 de dezembro |
| Morán      | San Antonio    | Acassuso        | 5 – 4  | 4 de dezembro |
| Tobar      | Camba Pizzero  | Victoria Andrés | 13 – 6 | 4 de dezembro |
| Edson Hulk | Sampaio Corrêa | Acassuso        | 5 – 4  | 5 de dezembro |
| Quinta     | Camba Pizzero  | Libertad        | 7 – 11 | 5 de dezembro |
| Velezmoro  | Unión Lurín    | Guaicamacuto    | 5 – 3  | 7 de dezembro |
| Edson Hulk | Sampaio Corrêa | Camba Pizzero   | 4 – 1  | 8 de dezembro |

### Poker-trick
| Jogador  | Clube            | Adversário      | Placar | Data          |
| -------- | ---------------- | --------------- | ------ | ------------- |
| Carballo | Libertad         | Victoria Andrés | 14 – 3 | 3 de dezembro |
| Fedor    | Presidente Hayes | Hamacas FC      | 5 – 1  | 3 de dezembro |
| Lara     | Victoria Andrés  | Camba Pizzero   | 6 – 13 | 4 de dezembro |